# Pokémon 9: Pokémon Ranger en de Tempel van de Zee
Pokémon Ranger en de Tempel van de Zee (Engelse titel: Pokémon Ranger and the Temple of the Sea) is de negende animatiefilm uit de Pokémonreeks, geregisseerd door Kunihiko Yuyama. De originele Japanse titel luidt Umi no Ouji Manafi.

## Plot
Het verhaal begint met een ei dat door de zee dwaalt. Plotseling komen er drie helikopters die het ei lokaliseren en de locatie doorgeven aan een schip. In het schip zitten piraten die het ei pakken. Terwijl het schip naar de oppervlakte van het water drijft, gaat de kapitein naar het ei. Als hij het ei wil grijpen, wordt het ei ineens gepakt door een bemanningslid die hem meeneemt en wegrent. Hij blijkt een spion te zijn die een ranger is. De ranger vlucht tot aan het dek van het schip en de kapitein volgt hem. Net wanneer de kapitein de ranger aan wil vallen met een Pinsir en een Parasect, vangt de ranger een Mantine en vlucht op op de rug van de Mantine met het ei.
Ondertussen zijn onze helden in een soort woestijn hopeloos verdwaald en zonder drinken. Plotseling zien ze zwevende waterbellen. Als ze ernaartoe rennen blijken er Pokémon in en omheen te zitten. Het is water van waterpokémon die door pschychisch in de lucht wordt gehouden. Als ze hun dorst lessen komen ze erachter dat dit allemaal bij een watershow hoort met als ster Lizabeth. Wanneer ze in de caravan rusten, zien ze een Buizel die een deken van een ei-houder haalt. Ze zien een ei, maar worden gestoord omdat er een watershow gehouden gaat worden. Na de show neemt Buizel het ei mee naar buiten. May pakt het van Buizel af en kijkt ernaar, maar het wordt snel weer afgepakt door een van de leden van de watershow. ’s Nachts tijdens het slapen begint het ei licht te geven, nadat de maan op hem schijnt. Dit licht valt op May en ze krijgt een rare droom. Ze droomt dat ze in de zee zwemt met een Pokémon, terwijl ze op weg is naar een onderzeese tempel. ’s Ochtends aan het ontbijt vertelt Lizabeth dat zij en haar familie die droom ook allemaal hebben gehad. Zij worden de mensen van het water genoemd. De Marinagroep (groep van Lizabeth) en de andere mensen van het water hebben als taak het beschermen van Manafi en de zeetempel.
Ondertussen probeert Team Rocket het ei te stelen. Zodra ze het ei echter aanraken raken hun persoonlijkheden verwisseld (Meowth zit in het lichaam van James, Jessy in het lichaam van Meowth en James in het lichaam van Jessy). Wanneer ze vluchten worden ze gezien en worden ze achterna gezeten door de groep. De clown van de groep vangt een Pokémon met een vangapparaat en helpt het ei terug te vinden. Het blijkt de ranger van het schip te zijn: Jack Walker. Hij probeert het ei uit te laten komen en het naar de tempel van de zee te brengen. Gelijk daarna komen er drie helikopters van de piraat, Phantom, achter hen aan. Terwijl ze proberen te vluchten komt het ei uit in de handen van May, waardoor hij May als zijn moed er ziet. Terwijl ze wegvluchten zit Phantom hen achterna met de helikopters. Ze grijpen de caravan. De groep gaat naar de trailer en koppelen de caravan af. Zo krijgen ze een kleine voorsprong. Ze rijden naar een oude tempel en gaan daar door een geheime tempel die geopend wordt met een armband van blauwe schelpen. Via ondergrondse gangen vol met water komen zij in een hal, waar een schildering van de zeetempel op de muur is geschilderd. Deze zeetempel wordt ook wel Samaya genoemd. In de tempel ligt de zeekroon, wie deze in zijn bezit heeft is koning van de zee. Ook zijn er vallen gelegd ter bescherming. De tempel gaat op in het water en is alleen met volle maan zichtbaar. Manafi’s weten instinctief de weg naar de zeetempel en blijven daar om als prinsen van de zee, de zee te beschermen. De Phantom achtervolgt hen, maar raakt hen kwijt. Als ze teruggaan naar de helikopters, nemen ze Team Rocket  in dienst als schoonmakers.
Lizabeth gaat met haar groep aan boord van een bootje en varen weg. Ash, May, Max en Brock blijven achter. Plotseling rent May de boot achterna en de rest volgt haar. Manafi die May mist, verwisselt de persoonlijkheid van Ash en Jack, waardoor de boot wel moet omkeren. Hierdoor gaan ze met zijn allen op de boot en worden de persoonlijkheden na verloop van tijd weer ongedaan. Lizabeth zegt dat dit een gave is van Manafi, genaamd hartruil. Ze laten Manafi vrij in het water zodat ze hem kunnen volgen naar de zeetempel. May krijgt de armband van Lizabeth. Het is het teken van de mensen van het water. May verliest haar hoofddoek in het water. Terwijl het door de zee drijft, gaat Manafi erachteraan om hem te zoeken. Hierdoor kunnen Lizabeth en haar familie haar niet meer zien. Ze besluiten om haar te gaan zoeken met de onderzeeër. De vader, moeder en opa van Lizabeth blijven samen met Jack achter op het schip en zien op de radar hoe de onderzeeër met Lizabeth, Ash, May, Max en Brock erin gevolgd wordt door het schip van de Phantom. Ze komen bij de zeetempel aan en ze komen in een soort bel, waar ze gewoon kunnen ademen. Ze komen met Manafi voor een grote waterval staan, die opensplijt. Erachter loopt een weg naar de zeekroon. De Phantom en Team Rocket komen ook aan en achtervolgen hen. Zodra Lizabeth, Ash, May, Max en Brock bij de deur naar de zeekroon komen, komt de Phantom. Hij gebruikt een (waarschijnlijk gestolen) armband (van de mensen van het water) om de deur te openen. De deur gaat open en ze komen bij de zeekroon. Het is een soort heuveltje met allemaal kristallen erin. De Phantom haalt de kristallen eruit, waardoor de tempelwand stukgaat. Hierdoor kan er water in de bel komen, waardoor de tempel zinkt. Ondertussen is de ranger met een soort snorkel naar de tempel komen zwemmen en naar de zeekroon gegaan. Op slinkse wijze pakt hij de kristallen van de Phantom af en stopt ze weer terug in de gaten.
Plotseling komt er een golf, waardoor ze beiden met de kristallen worden weggespoeld. Manafi vliegt weg. Ash en May gaan erachteraan en stoppen de weggedreven kristallen weer terug in de gaten. Ze moeten er dan nog een. Wanhopig zoeken ze de tempel en rond en ze vinden hem uiteindelijk in een plas water. Ze rennen terug naar de kroon, maar zien dat de gang onder water staat. Ash stopt Pikachu, Manafi en May in een soort buis die oorspronkelijk op de onderzeeër van de Phantom zat. Jack, Team Rocket en de Phantom zijn intussen gevlucht voordat de tempel zinkt. Ash duikt en probeert het kristal terug te plaatsen. Ternauwernood lukt het en de hele tempel wordt verlicht. De tempel stijgt en komt boven water te liggen. Alle wilde Pokémon zwemmen en vliegen richting de tempel. Als May, Pikachu en Manafi boven water komen, pakt de Phantom snel Manafi af en gaat ervandoor op een soort torpedo. Ash verschijnt ineens in een lichtstraal en volgt de Phantom. Ash heeft de zeekroon. Ash pakt Manafi terug. De Phantom gaat terug naar zijn schip, maar wordt aangevallen door de Pokémon, waardoor de Phantom verliest. Iedereen komt ineens in een lichtstraal terecht en vliegen boven en door het water. De zeekroon is blijkbaar de zeetempel. De tempel zinkt weer met Manafi erbij en de helden gaan weer verder.

## Uitzendgegevens
In Nederland debuteerde de film op 18 november 2007 op kinderzender Jetix. In september 2008 kwam de film uit op dvd door RCV Home Entertainment. Was in 2006 in Japanse bioscopen te zien.

## Nasynchronisatie
Fred Butter Soundstudio verzorgde de Nederlandse nasynchronisatie. De Nederlandse stemmenregie lag in handen van Lotte Horlings en Fred Butter. Het is de tweede film gedaan door deze studio, en tevens ook de tweede in opdracht van Jetix Europe Channels en Pokémon USA, Inc. In de Engelstalige versie is er sprake van nieuwe stemacteurs, bij een nieuwe uitgever.
In de Nederlandstalige versie is het tevens de laatste film met Engelstalige muziek, omdat de hele franchise (alles-in-één) in 2008 verhuist naar één kwalitatievere studio: Sun Studio.

### Rolverdeling
| Personages en stemacteurs | Personages en stemacteurs                                       | Personages en stemacteurs | Personages en stemacteurs |
| Personage                 | Nederlands                                                      | Engels                    | Japans                    |
| ------------------------- | --------------------------------------------------------------- | ------------------------- | ------------------------- |
| Verteller                 | Jeroen Keers                                                    | Rodger Parsons            | Unshō Ishizuka            |
| Ash                       | Christa Lips                                                    | Sarah Natochenny          | Rica Matsumoto            |
| May                       | Nicoline van Doorn                                              | Michele Knotz             | Midori Kawana             |
| Brock                     | Fred Meijer                                                     | Bill Rogers               | Yūji Ueda                 |
| Jack Walker               | Jaap Snijder                                                    | Rich McNanna              | Koichi Yamadera           |
| Phantom                   | Marcel Jonker                                                   | Eric Schussler            | Hiroshi Fujioka           |
| Lizabeth                  | Kirsten Fennis                                                  | Emily Williams            | Kaori Manabe              |
| Judy                      | Jannemien Cnossen                                               | Rhonda Krempa             | Becky                     |
| Max                       | Lot Lohr                                                        | Jamie Peacock             | Fushigi Yamada            |
| Manaphy                   | Michele Knotz                                                   | Michele Knotz             | Yuri Shiratori            |
| Pikachu                   | Ikue Ōtani                                                      | Ikue Ōtani                | Ikue Ōtani                |
| Chatot                    | Fred Butter                                                     | Sean Reyes                | Hori                      |
| Jessie                    | Hilde de Mildt                                                  | Michele Knotz             | Megumi Hayashibara        |
| James                     | Paul Disbergen                                                  | Billy Beach               | Shinichirō Miki           |
| Meowth                    | Bas Keijzer                                                     | Billy Beach               | Inuko Inuyama             |
| Overige                   | Victor van Swaaij Huub Dikstaal Sander van der Poel Fred Meijer |                           |                           |

## Soundtrack
De Engelstalige eindleader Together We'll Make A Promise is ingezongen door Cori Yarckin.

## Manga
Makoto Mizobuchi schreef een gelijknamige Pokémon-mangabewerking. Het werd in 2006 in Japan uitgebracht en in de Verenigde Staten in het Engels op 5 augustus 2008.

### Verschillen tussen de film en de manga
- Judy is afwezig in de manga.
- In May's droomsequentie wordt gesuggereerd dat May naakt in het water ligt, terwijl ze in de film volledig gekleed is.
- Nadat zijn onderzeeër is vernietigd, dreigt Phantom May te gijzelen en gebruikt hij een pilaar als wapen. Hij kan de pilaar niet vasthouden en komt eronder vast te zitten.
- De pasgeboren Manaphy blijft kalm, in tegenstelling tot zijn filmtegenhanger, die zich geïrriteerd en angstig lijkt te gedragen over de nieuwe wereld buiten zijn eicel.
- Manaphy's eierdoos breekt wanneer Manaphy uitkomt, in plaats van dat het ei uit de doos valt voordat het uitkomt.
- Manaphy is blij om Ash in Jack Walkers lichaam te zien nadat hij Heart Swap in de anime heeft gebruikt, terwijl Manaphy in de manga wat milder lijkt te worden nadat hij Heart Swap op Ash en Jackie heeft gebruikt, maar nog steeds niet blij is dat May is vertrokken.
- Het afscheid van May en Manaphy aan het eind en de scène waarin Ash bijna verdrinkt voordat hij de "King of the Sea" wordt, zijn in de manga veel luchtiger dan in de film, omdat de tekenstijl van de mangabewerking is aangepast om hem geschikter te maken voor kinderen.
- Hoewel May begrijpelijkerwijs teleurgesteld was toen Jackie Walker haar vertelde dat ze niet van baby Manaphy kon verwachten dat ze voor altijd op haar zou vertrouwen als adoptiemoeder, in beide versies, omdat de baby uiteindelijk geleidelijk aan zelfstandig moet worden zonder haar. Alleen in de animefilmscène huilde ze erom en troostte Lizabeth May later door haar te knuffelen. Hetzelfde geldt voor Misty, die niet kan verwachten dat baby Togepi/Togetic permanent op haar zal vertrouwen, omdat ook de baby uiteindelijk zelfstandig moet leren leven zonder haar.
- In plaats van het teken van het Watervolk, opent Phantom de deur naar de Zeekroon door een instrument te bespelen dat bekendstaat als de Waterfluit.
- Terwijl Jackie ontsnapt uit Phantoms onderzeeër, wordt ze aangevallen door verschillende Water-type Pokémon die door Ghosts ondergeschikten worden gebruikt, in plaats van Ghost en hun Bug-type Pokémon.

## Dvd
| Titel                              | Afleveringen | Verschijningsdatum                                                                                          | Talen             | Distributeur                          |
| ---------------------------------- | --- | --- | ----------------- | ------------------------------------- |
| Pokémon Film 1-10 (10 dvd's - box) | - Mew tegen Mewtwo (1) - Op eigen kracht (2) - In de greep van Unown (3) - 4-Ever (4) - Helden (5) - Jirachi, droomtovenaar (6) - Doel Deoxys (7) - Lucario en het mysterie van Mew (8) - De tempel van de zee (9) - De opkomst van Darkrai (10) speelduur: ca. 900 minuten verpakking: halfdun dvd-dozen in een kartonnen hoes opmerkingen: betreft een heruitgave van de originele uitgaves zoals verkrijgbaar in 2009 | oktober 2009 (momenteel niet in de handel)                                                                  | Nederlands Engels | RCV Entertainment / Warner Home Video |
| Pokémon Film 8-10 (3 dvd's - box)  | - Lucario en het mysterie van Mew (8) - Pokémon Ranger en de tempel van de zee (9) - De opkomst van Darkrai (10) speelduur: ca. 295 minuten verpakking: standaard-dvd-dozen in een kartonnen hoes opmerkingen: geen keuzemenu's | 29/30 augustus 2009: - Pokémon Day excl. september 2009: - (reguliere handel) (momenteel niet in de handel) | Nederlands        | RCV Entertainment                     |
| Pokémon De 9de film Pokémon Ranger | Pokémon Ranger en de tempel van de zee speelduur: ca. 105 minuten verpakking: standaard-dvd-doos opmerkingen: geen keuzemenu | september 2008 (momenteel niet in de handel)                                                                | Nederlands        | RCV Entertainment                     |